# Гросвенор (мост)
Мост Гросвенор (англ. Grosvenor Bridge) — также называемый Железнодорожным мостом Виктории, представляет собой железнодорожный мост через реку Темзу в Лондоне, между Воксхолльским мостом и мостом Челси. Первоначально построенный в 1860 году и расширенный в 1865 и 1907 годах, мост был капитально перестроен и снова расширен в 1960-х годах как группа из десяти параллельных мостов.

## История
Первоначальный мост был построен в середине девятнадцатого века в два этапа: первый мост был построен для станции Виктория и Пимлико между 1859 и 1860 годами. Было потрачено 84 000 фунтов стерлингов, чтобы провести два пути на станцию Виктория; это был первый железнодорожный мост через Темзу в центре Лондона. Инженером был Джон Фаулер.
Мост был расширен четырьмя путями с восточной стороны для железной дороги Лондона, Брайтона и Южного побережья, а также железной дороги Лондона, Чатема и Дувра в период с 1865 по 1866 год за 245 000 фунтов стерлингов. Сэр Чарльз Фокс был инженером.
В 1907 году мост снова расширили, добавив ещё один путь с западной стороны для железной дороги Лондона, Брайтона и Южного побережья.
В 1963-67 годах конструкция моста была полностью обновлена и модернизирована, оставив только ядра первоначальных опор. В то же время был добавлен десятый путь на месте, ранее использовавшемся для газопровода. Чтобы свести к минимуму нарушения движения, каждый путь был обновлен отдельно и снова введен в эксплуатацию до закрытия следующего. Проектировщиком этой работы была компания Freeman Fox & Partners , а инженером проекта был А. Х. Кантрелл, главный инженер-строитель Южного региона Британских железных дорог. В 1968 году он считался самым загруженным железнодорожным мостом в мире, по которому ежедневно проходило 1000 поездов.